# یودی تراکس

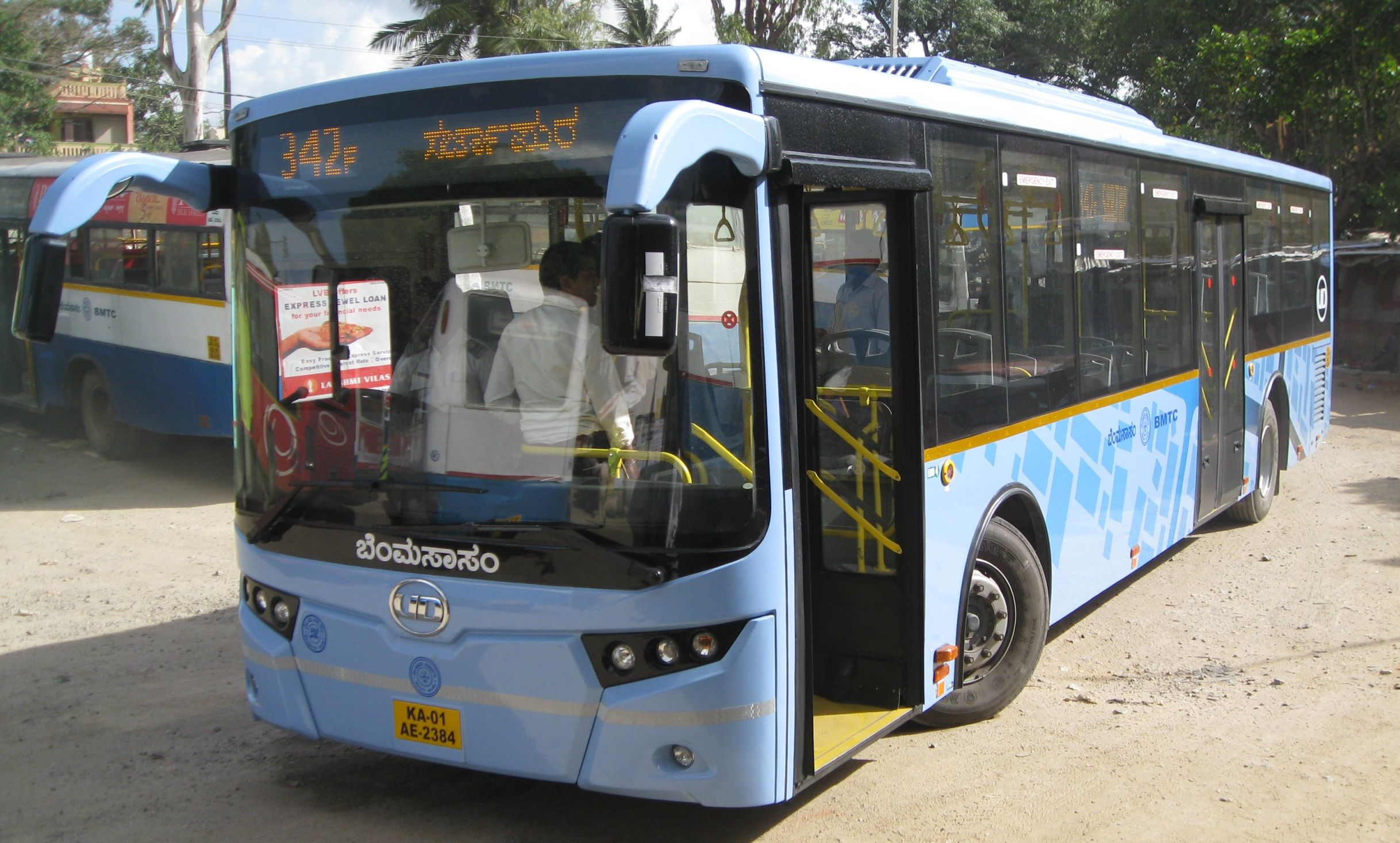

یودی تراکس (به ژاپنی: UDトラックス株式会社) شرکت خودروسازی ژاپنی است، که در زمینه طراحی و ساخت کامیون، اتوبوس و موتورهای دیزلی فعالیت می‌کند.
شرکت یودی تراکس در سال ۱۹۳۵ در کاواگوچی، سایتاما راه‌اندازی شد و در سال ۲۰۰۷ تمامی سهام آن توسط شرکت ولوو خریداری شد. در سال ۲۰۲۱ نیز ایسوزو سهام این شرکت را خرید و این شرکت هم‌اکنون از شرکت‌های تابعه ایسوزو است. دفتر مرکزی این شرکت در شهر آگه‌ئو، سایتاما، ژاپن قرار دارد.